# AFK Atlantic Lázně Bohdaneč
Az AFK Atlantic Lázně Bohdaneč egy cseh labdarúgócsapat volt Lázně Bohdaneč városában, és egy szezonban a Gambrinus liga tagja volt. 1918-ban alapították.
A Bohdaneč feljutott hazája élvonalába, a Gambrinus ligába, miután megnyerte az 1996–97-es cseh 2. Ligát. Ezután a klub részt vett az 1997–98-as Gambrinus ligában, de a tabella utolsó helyén végeztek, csak két meccset nyertek meg 30 bajnokijukból.
Egy 1999-es másodosztályú meccsen az Prostějov ellen a klubtulajdonos, Jiří Novák lehívta játékosait a pályáról 43 perc után, ekkor a házigazdák 2–1-re vezetett, és a játékvezető, Michal Paták gyenge teljesítményére hivatkozott. A ČMFS szóvivője szerint ez volt az első eset, hogy egy professzionális csapat levonult egy bajnoki közben a pályáról. A klubot később ezért megbüntette 300 000 cseh koronára a Cseh labdarúgó-szövetség, és a meccset 3–0-lal a Prostějov kapta meg.

## Korábbi nevek
- 1918 – AFK Lázně Bohdaneč
- 1948 – Sokol Lázně Bohdaneč
- 1994 – AFK Atlantic Lázně Bohdaneč
- 2000 – egyesült a Slovan Pardubicével

## Szereplése hazai bajnokságokban
| Liga           | Szezon    | Meccs | Győzelem | Döntetlen | Vereség | Gólarány | Pontszám | Megjegyzés                   |
| Divize C       | 1994–95   | 30    | 24       | 5         | 1       | 68:19    | 77       | feljutott a ČFL-be           |
| ČFL            | 1995–96   | 34    | 25       | 7         | 2       | 82:21    | 82       | feljutott a 2. ligába        |
| II. liga       | 1996–97   | 30    | 14       | 10        | 6       | 39:21    | 52       | feljutott a Gambrinus Ligába |
| Gambrinus liga | 1997–98   | 30    | 2        | 5         | 23      | 18:61    | 11       | kiesett a 2. ligába          |
| II. liga       | 1998–99   | 30    | 9        | 10        | 11      | 25:32    | 37       |                              |
| II. liga       | 1999–2000 | 30    | 11       | 10        | 9       | 36:33    | 43       |                              |

## Ismertebb korábbi játékosok
- Luboš Kubík
- Marek Heinz
- Petr Kostelník
- Jiří Kaufman
- Marek Kulič

## Sikerek
- Cseh 2. Liga (másodosztály)
  - Ezüstérmes: 1996–97
- Bohemian Labdarúgó-bajnokság (harmadosztály)
  - Győztes: 1995–96

## Fordítás
Ez a szócikk részben vagy egészben  az   AFK Atlantic Lázně Bohdaneč című angol Wikipédia-szócikk ezen változatának fordításán alapul.  Az eredeti cikk szerkesztőit annak laptörténete sorolja fel. Ez a jelzés csupán a megfogalmazás eredetét és a szerzői jogokat jelzi, nem szolgál a cikkben szereplő információk forrásmegjelöléseként.

## Külső hivatkozások
- Jeřábek, Luboš. Český a československý fotbal - lexikon osobností a klubů. Prága: Vydala Grada Publishing, a.s., 109-110. o. (2007). ISBN 978-80-247-1656-5. Hozzáférés ideje: 2012. március 10.